# 陸運統制令
陸運統制令（りくうんとうせいれい、昭和15年1月31日勅令第37号）は、国家総動員法第8条に基づいて1940年（昭和15年）2月1日に公布、2月25日に施行された日本の勅令。1941年（昭和16年）11月15日公布、11月20日に施行された勅令第970号により全面改正された。
平時立法の陸上交通事業調整法に続き、政府からの命令によって鉄道・バス会社の統合や買収、資材や設備の譲渡などを実施し、戦時統制による国内陸上運輸事業の管理を目的に施行された。
1945年（昭和20年）10月に工場事業場管理令等廃止ノ件（昭和20年10月24日勅令第601号）より廃止された。

## 概要
勅令第37号は8条の条文からなり、この時点では貨物輸送に関して鉄道大臣が事業者に対して引受、運送、受取、引渡などの各種命令をすることができるという程度の内容であったが、戦局の悪化に伴い統制対象を拡大することとなり、1941年（昭和16年）11月20日に勅令第970号により全面改正後は、概ね以下の内容に拡張された。
- 鉄道運送の優先順位を定め、不要不急の運送事業を取りやめることができる。
- 鉄道・軌道・バス事業を政府管理下とし、必要に応じて国有化できる（戦時買収私鉄）。
- 設備や資材の譲渡、貸渡を命令できる。
- 事業者による設備改良や拡張を制限できる。
- 旅客専業事業者に対して貨物輸送を命令できる。
- 鉄道事業の委託、譲渡、合併を命令できる（後述）。
- 不要不急の事業を休廃止とし資材転用を命令できる（不要不急線）。

これらを円滑に実施するため、政府は事業者との間に事業者団体を設けて統制を行った。私鉄業界には鉄道同志会を改組した鉄道軌道統制会が1942年（昭和17年）5月に置かれ、さらに1943年（昭和18年）1月に施行された行政官庁職権移譲令によって地方鉄道法、軌道法の許可・認可関係の権限移譲が行われた結果、終戦まで当会が実質的な運輸行政機関として機能し、国内運輸事業の戦時統制を実行した。

## 改正陸運統制令による運輸事業者の統合
1942年（昭和17年）8月、鉄道省監督局長の佐藤栄作が各地方長官宛に出した通牒により、各道府県の地区ごとに統合が推し進められた。

### 北海道
北海道では、1942年に「北海道における旅客自動車運輸事業統合要綱」を発表し、道内を7地区に分け1943年 - 1944年にかけて統合が実施された。休止事業者や函館市交通局など一部は対象外となっている。
- 石狩支庁、空知支庁、一部を除く後志支庁の21業者 - 北海道中央乗合自動車（現在の北海道中央バス）
- 札幌市 - 札幌市交通局（バス事業からは2004年までに撤退）
- 渡島支庁、檜山支庁、後志支庁黒松内の14業者 - 函館乗合自動車（現在の函館バス）
- 一部を除く上川支庁、留萌支庁、宗谷支庁の22業者 - 道北乗合自動車（現在の道北バス）
- 胆振支庁、日高支庁、上川支庁占冠・南富良野の11業者 - 道南乗合自動車（現在の道南バス）
- 一部を除く網走支庁の12業者 - 北見乗合自動車（後の北見バス。解散によりバス事業は北海道北見バスが引き継ぐ）
- 十勝支庁の22業者 - 帯広乗合自動車（現在の十勝バス）
- 釧路支庁、根室支庁、網走支庁美幌の7事業者 - 東邦交通（現在のくしろバス）

### 青森県
6地区に分けられ統合が実施された。鉄道事業者も統合に参加している。
- 青森市 - 青森市交通部
- 津軽地方（東青地区） - 上磯自動車（1954年青森市に譲渡）
- 津軽地方（西北地区） - 津軽鉄道（津鉄バス。1955年弘南バスに譲渡）
- 津軽地方（中南地区） - 弘前乗合自動車（弘南鉄道が設立。現在の弘南バス。なお、弘南鉄道自体は統合に参加せず。）
- 南部地方（下北地区） - 下北乗合自動車（現在の下北交通）
- 南部地方（三八上北地区） - 十和田鉄道（後の十和田観光電鉄。なお、五戸鉄道（現在の南部バス）は別途存置。）

### 秋田県
4地区に分けられ統合が実施された。鉄道事業者も統合に参加している。
- 秋田市 - 秋田市交通局（2006年3月までに全路線を秋田中央交通に譲渡）
- 県北部 - 秋北乗合自動車（現在の秋北バス。）
- 中央部 - 秋田中央交通（五城目軌道が母体）
- 県南部 - 羽後鉄道（横荘鉄道が母体。現在の羽後交通）

### 岩手県
4地区に分けられ統合が実施された。この時点では鉄道事業者が統合に参加していない。このうち岩手県北自動車を除く三社の後継会社と鉄道事業者であった花巻電鉄は、岩手県交通に集結している。
- 沿岸北部 - 岩手県北自動車
- 沿岸南部 - 岩手東部乗合自動車（1966年岩手県南自動車に合併）
- 中央部 - 岩手中央自動車（1948年、岩手中央バスと花巻バスに分割。1971年、岩手中央バスが花巻電鉄を吸収合併。1976年6月1日、岩手中央バスと花巻バスは岩手県交通に事業譲渡）
- 県南部 - 岩手県南自動車（1976年6月1日、岩手県交通に事業譲渡）

### 山形県
2地区に分けられ統合が実施された。鉄道事業者も統合に参加している。
- 村山・置賜・最上地方 - 山形交通（三山電気鉄道が母体。現在の山交バス）
- 庄内地方 - 庄内交通（庄内電鉄が母体）

### 宮城県
概ね4地区に分けられ統合された。このうち仙台市交通局を除く三社の後継会社は、1970年に合併し宮城交通となっている。
- 県北部（大崎・栗原地区） - 陸前乗合自動車（栗原鉄道、仙台鉄道は除外。ただし、1964年に栗原電鉄が陸前乗合自動車を合併して宮城中央交通となる。）
- 県北部（登米・石巻・気仙沼地区） - 仙北鉄道（1964年、仙台鉄道の後身、宮城バスを合併して宮城バスに改称。）
- 仙台市 - 仙台市交通局
- 県南部 - 仙南交通自動車（秋保電気鉄道は除外。ただし、1959年に両者は合併して仙南交通となる。）

### 福島県
4地区に分けられ統合された。福島電気鉄道以外の鉄道事業者はバス事業だけ統合に参加している。
- 浜通り（いわき地区・双葉地区） - 常磐交通自動車（2006年新常磐交通に譲渡。このほか小名浜臨港鉄道（現在の福島臨海鉄道）が存在）
- 浜通り（相馬地区）・中通り（県北地区） - 福島電気鉄道（現在の福島交通）
- 中通り（県中・県南地区） - 福島県南交通（1961年福島電気鉄道に合併）
- 会津 - 会津乗合自動車（このほかに日本硫黄耶麻軌道（のちの磐梯急行電鉄）が存在）

### 茨城県
鉄道事業者も含めて当初4地区に分けて統合する予定が、日立製作所の意向を受けて5地区に変更して統合された。なお県西部については東武自動車が統合主体となっている。戦後の企業再編に伴い現在は県北・県央をエリアとする茨城交通と県南・鹿行をエリアとする関東鉄道に大きく集約されている。
- 常北（県北地区） - 常北電気鉄道（日立製作所傘下）[注釈 1]
- 常北（県央地区）- 茨城交通（水浜電車が母体）
- 鹿行 - 鹿島参宮鉄道[注釈 2]
- 常総（県南地区） - 常総筑波鉄道[注釈 3]

### 栃木県
3地区に分けられ統合された。鉄道事業者も統合に参加している。なお、この3社のエリア以外は東武自動車が統合主体になった。東武自動車と日光軌道は1947年親会社の東武鉄道に合併されている。なお、東武以外の各社は2018年にみちのりホールディングスの手により経営統合をしている。
- 県北（那須地区）・県央（芳賀地区） - 東野鉄道（東野交通を経て2018年10月1日関東自動車に合併。）
- 県央（日光地区）- 日光軌道（現在の東武バス日光）
- 県央（宇都宮・鹿沼地区）・県南 - 関東自動車

### 群馬県
3地区に分けられ統合された。鉄道事業者も統合に参加しているが、上毛電気鉄道は統合に加わっていない。
- 東毛・北毛 - 東武自動車（東武鉄道を経て現在は朝日自動車グループ各社が運行）
- 中毛 - 群馬合同バス（現在の群馬バス）
- 西毛 - 上信電気鉄道（現在の上信電鉄）

### 千葉県
陸上交通事業調整法による調整地域（東葛地域）外では、バス事業者は以下の4社に集約された。鉄道事業者は成田鉄道を除きいずれも統合には加わらなかった。
- 下総（北総・海匝地区） - 成田鉄道（千葉交通を経て現在の京成バス千葉イースト）
- 下総（千葉・山武地区） - 京成電気軌道（現在の京成バス）
- 上総 - 袖ヶ浦自動車（1947年小湊鉄道に合併。なお千葉郊外自動車（のちの千葉中央バス）は統合予定でありながら、結局参加しなかった。）
- 安房 - 日東交通

### 埼玉県
陸上交通事業調整法による調整地域（吾野 - 高麗川 - 川越 - 大宮 - 岩槻 - 春日部以南）外では、東武自動車が統合主体となったが、秩父地区だけは秩父自動車が1941年に武蔵野鉄道（現在の西武鉄道）の傘下に入ったため統合対象から外れた。
なお、秩父セメント（現在の太平洋セメント）傘下の秩父鉄道も統合対象外であった。

### 東京都
陸上交通事業調整法による調整地域外として多摩（立川市以西）と島嶼があったが、特に統合指定はなく、従来の事業者がそのまま存置された。多摩地区では立川自動車運輸（現在の立川バス）と奥多摩振興・五王自動車・高尾自動車の3社（現在の西東京バス）、島嶼部では大島開発（東海汽船を経て現在の大島バス）である。なお、現在の町田市域は地理的条件から神奈川県の相模ブロックに編入され、神奈川中央乗合自動車（現在の神奈川中央交通）により統合された。

### 神奈川県
神奈川県下では、横浜市・相模・地区外という3ブロックに分けられた。
川崎市と三浦半島は、陸上交通事業調整法に基づき東京急行電鉄により統合されたが、川崎鶴見臨港バス（鶴見臨港鉄道系）と南武鉄道（立川自動車運輸・立川バスを経て1951年川崎市が買収）は統合対象外となった。
- 横浜市 - 横浜市交通局（すでに市域は五島慶太が経営する東京急行電鉄と神奈川中央乗合自動車がほぼ占めており、実際に市が統合に動くことはなかった。）
- 相模 - 神奈川中央乗合自動車（現在の神奈川中央交通。なお同じ東京急行電鉄系の江ノ島電気鉄道と相模鉄道はバス事業を同社に譲渡。戦後、江ノ電は沿線路線の営業権を再譲受して、相鉄は全くの新規でそれぞれバス営業を再開。）
- 地区外 - 箱根登山鉄道（現在の小田急箱根、バス事業は現在箱根登山バスに分社。ただし西湘地区の箱根登山鉄道は東京急行電鉄系の統合に留まり、堤康次郎が経営する国土計画興業系は駿豆鉄道（現在の伊豆箱根鉄道）が、御殿場線沿線は富士山麓電気鉄道（現在の富士急モビリティ）がそれぞれ統合し、一元化はならなかった。）

### 山梨県
2地区に分けられ統合された。鉄道事業者も統合に参加している。
- 郡内地方 - 富士山麓電気鉄道（現在の富士急行）
- 国中地方 - 山梨交通（バス会社の山梨開発協会が母体。峡西電気鉄道が参加）

### 長野県
6地区に分けられ統合された。北信・中信地方は鉄道事業者も統合に参加しているが、東信地方の鉄道事業者は別途上田丸子電鉄（現在の上田電鉄）に集約された。なお、国土計画興業系の軽井沢高原バスは統合に参加していない。
- 北信地方（北信地域・長野地域の一部） - 長野電鉄
- 北信地方（長野地域） - 川中島自動車（2011年アルピコ交通に合併）
- 中信地方（松本地域・北アルプス地域） - 松本電気鉄道（2011年アルピコ交通に改称）
- 南信地方（諏訪地域） - 諏訪自動車（2011年アルピコ交通に合併）
- 中信地方（木曽地域）・南信地方（上伊那地域・南信州地域） - 信南交通
- 東信地方 - 千曲自動車

### 新潟県
3地区に分けられ統合が実施された。中越地方を除き、鉄道事業者も統合に参加している。中越地方は戦後、中越自動車と長岡鉄道、栃尾電鉄の三社が競合していたが、長岡鉄道の田中角栄が東京急行電鉄の力を借りる形により、1960年に三社合併が実現して越後交通が成立している。
- 下越地方・佐渡地方 - 新潟交通（新潟電気鉄道が母体。蒲原鉄道は統合に参加せず。）
- 中越地方 - 中越自動車（1959年東急グループ入り。1960年長岡鉄道に合併。現在の越後交通）
- 上越地方 - 頸城鉄道（現在の頸城自動車）

### 富山県
鉄道会社ならびに鉄道会社が経営していた自動車会社は、陸上交通事業調整法に基づき1943年に富山地方鉄道に一元化された。自動車専業は以下の4地区に分けられ統合されたが、結局この4社も1944年に富山地方鉄道に統合されている。
- 呉東（富山地区） - 富山合同乗合
- 呉東（新川地区） - 下新川乗合自動車
- 呉西（高岡地区） - 高岡合同自動車
- 呉西（砺波地区） - 全礪乗合自動車

### 石川県
全県下の鉄道・バス事業者が北陸鉄道に統合されたが、日本鉱業傘下の尾小屋鉄道（現在の小松バス）だけは統合に参加しなかった。

### 福井県
3地区に分けられ統合された。鉄道事業者は別途福井・坂井・奥越地区では京福電気鉄道が三国芦原電気鉄道・永平寺鉄道・丸岡鉄道を合併し（現在のえちぜん鉄道）、丹南地区では福武電気鉄道が鯖浦電気鉄道を合併して福井鉄道が成立している。
- 嶺北（福井・坂井・奥越地区） - 福井県乗合自動車（現在の京福バス）
- 嶺北（丹南地区） - 福井県中部乗合自動車（1948年福井鉄道に合併）
- 嶺南 - 敦賀乗合自動車（1953年福井鉄道に合併）

### 静岡県
概ね4地区に分けられるが、統合指令が出されたのは中部と西部の二地区。一部の自主統合に止まり、他県のような積極的な統合は見られなかった。
- 東部（伊豆） - 東海自動車（ただし、別途駿豆鉄道が存在。）
- 東部（伊豆以外） - 富士山麓電気鉄道（現在の富士急グループ各社。ただし、山梨県のブロックに分類された。このほか別途駿豆鉄道、箱根登山鉄道が存在。）
- 中部 - 静岡鉄道（バス事業は2002年にしずてつジャストラインに分社。ただし、大井川鉄道は統合に参加せず。）
- 西部 - 遠州鉄道（ただし、浜松市は浜松市交通部が別途存在。また浜松鉄道との合併は1947年。）

### 愛知県
鉄道事業は既に名古屋鉄道がほぼ統合していたが、奥三河の田口鉄道は統合の対象にならなかった（豊橋鉄道への統合は1956年）。バス事業も名鉄の系列会社による統合が行われた。
なお、関西急行鉄道のバス路線は三重県ブロックに編入され、三重交通の路線となった。
- 名古屋市 - 名古屋市交通局
- 尾張地方（知多地区） - 知多乗合
- 尾張地方（尾東・尾西・尾北地区）・西三河地方 - 名古屋鉄道（現在の名鉄バス）
- 東三河地方 - 豊橋乗合自動車（1949年豊橋電気軌道（現在の豊橋鉄道）に合併。現在の豊鉄バス）

### 岐阜県
概ね4つの地区で統合が行われた。東濃地域だけは鉄道事業者も含まれた。
- 美濃地方（岐阜・中濃地域） - 岐阜乗合自動車
- 美濃地方（東濃地域） - 東濃鉄道（大同電力傘下の北恵那鉄道（現在の北恵那交通）は統合に参加せず）
- 美濃地方（西濃地域） - 大垣自動車（現在の名阪近鉄バス）
- 飛騨地方 - 濃飛乗合自動車

### 三重県
三重県下は1944年に神都交通を母体とした三重交通が全県下の鉄道・バス事業者を統合したが、その親会社である近畿日本鉄道の路線は対象外となった。逆に、三重交通が1964年鉄道事業を三重電気鉄道に分社化し、翌1965年同社が近鉄に合併されている。
ただし、小野田セメント（現在の太平洋セメント）傘下の三岐鉄道については、親会社の反対により統合対象から外れている。

### 和歌山県
5地区に分かれるものの、西牟婁郡は結局2社に分かれたままであった。
- 紀北（海草・那賀） - 和歌山合同バス（和歌山電気軌道・南海電気鉄道を経て現在の和歌山バス）
- 紀北（伊都）- 陸上交通事業調整法に基づき近畿日本鉄道が統合（南海電気鉄道を経て現在は南海りんかんバス。なお、別途高野山電気鉄道が存在）
- 紀中 - 南海自動車（現在の熊野御坊南海バス）
- 紀南（西牟婁郡）- 明光バス（白浜町。但し、龍神自動車（田辺市）とは未統合に終わる）
- 紀南（東牟婁郡）- 熊野合同交通（現在の熊野御坊南海バス）

### 奈良県
当初2地区（北和・西和・中和の関急大阪線以北...奈良自動車、中和の関急大阪線以南・南和・吉野・宇陀...吉野宇陀交通）に分ける予定で、北部は奈良自動車が統合し、南部も吉野宇陀交通が経営統合を果たしたが、いずれも関西急行鉄道の傘下にあったため一元化することになり、奈良自動車が吉野宇陀交通ほか3社を合併して奈良交通が成立した。

### 滋賀県
3地区に分かれたが、別途京阪自動車（調整対象外とされた）が存在した。
- 湖北 - 長浜バス（1952年7月近江鉄道に合併）
- 湖東・湖南 - 近江鉄道
- 湖西 - 江若鉄道（現在の江若交通）

### 京都府
陸上交通事業調整法における調整地域とそれ以外の地域があり、調整地域内においても京阪自動車と宇治田原自動車（現在の京都京阪バス）、奈良電気鉄道、嵐山バス（現在の京都バス）、鞍馬自動車（現在の京都バス）は調整対象から外されている。
それ以外の地域は4地区に分けられるが、うち3地区の事業者が1967年に一旦京都交通に統合されるも、2004年に同社が倒産したため、翌2005年に京都交通(新社)（本社舞鶴市。日本交通グループ）と京阪京都交通（本社亀岡市。京阪バスグループ）に二分された。
- 南丹地域 - 丹波交通（のちの京都交通。現在の京阪京都交通）
- 中丹地域（福知山・綾部） - 中丹自動車（のちの中丹交通。現在の京都交通。ただし綾部市部はあやべ市民バス）
- 中丹地域（舞鶴） - 三舞鶴交通（のちの舞鶴交通。現在の京都交通）
- 丹後地域 - 丹後海陸交通

### 大阪府
大阪府下は陸上交通事業調整法の調整地域となった。ただし、茨木バス（現在の近鉄バス）、日ノ出バス（現在の高槻市交通部）、金剛自動車など中小バス会社は統合されずにそのまま残った。
なお、自主的な統合として阪急沿線は阪神合同バス（現在の阪急バス）が、京阪・新京阪（現在の阪急京都線）沿線は概ね京阪自動車（現在の京阪バス）が統合した。

### 兵庫県
陸上交通事業調整法における調整地域とそれ以外の地域があり、調整地域内においても阪神電鉄グループは独立を守っていた（同法の趣旨の一つであった阪神と阪急の経営統合は2006年に実現）。神戸市は神戸市電と競合していた神明自動車（通称・神戸バス）を1943年2月16日に譲受（須磨一の谷を境に以東は神戸市交通局が、以西は山陽電気鉄道（現在の山陽バス）がそれぞれ譲受）して市街地の交通を一元化した。
- 北摂 - 神戸有馬電気鉄道（未統合に終わる。神戸有馬電気鉄道のバス部門自体が休止中であり、更に1943年8月31日に営業権を神姫合同自動車に譲渡した。同社と関係の深い播丹自動車も神姫合同自動車に譲渡。西谷自動車は北摂乗合自動車（1946年10月24日に阪急バスに合併）と関係が深ったが1944年に大阪公益社に譲渡され、1946年8月に地元資本が買い戻すが1960年11月29日に、阪急バスの傘下に入り、1997年4月1日阪急田園バスに改称した。）
- 播磨・丹波 - 神姫合同自動車（現在の神姫バス。ただし、現在の神戸市垂水区には同系の山陽電気鉄道〈現在の山陽バス〉が別途存在していたほか、赤穂地区では赤穂鉄道の鉄道・バスもそのまま存置されていた。また、上郡以西は日ノ丸自動車播美支社が運行していた。戦後の1949年に日ノ丸自動車から播美支社路線を、1952年に赤穂鉄道の後身赤穂交通をそれぞれ神姫合同自動車が買収して漸くこの地域の一元化が成った。）
- 但馬 - 全但交通（現在の全但バス）
- 淡路 - 淡路鉄道（現在の淡路交通）

### 鳥取県
鳥取県は全県日ノ丸自動車が統合した。ただし伯陽電鉄は島根県安来地区に編入され山陰中央鉄道となるが、1948年4月1日島根県側と再分離した末、1953年9月15日、日ノ丸自動車に吸収合併された。

### 島根県
- 出雲地方 - 一畑電気鉄道（バス事業は2000年4月1日一畑バスに分社。なおこの時点では独立存置していた出雲鉄道は1954年5月1日に一畑電気鉄道に吸収合併。）
- 出雲（松江市） - 松江市交通局
- 出雲（安来） - 山陰中央鉄道（1948年4月1日島根鉄道に分離独立。1954年12月1日一畑電気鉄道に吸収合併。1960年6月19日鉄道廃止。2000年4月1日安来市広域生活バスに移行。）
- 隠岐地方 - 隠岐自動車（隠岐汽船、一畑電気鉄道を経て現在の隠岐一畑交通）
- 石見地方 - 石見交通

### 岡山県
6社に統合された。この他東備地区に片上鉄道が、岡山地域には西大寺鉄道・岡山電気軌道、倉敷地域に下津井電鉄があったが、統合には参加しなかった。ただし、岡山バスは西大寺鉄道と岡山電気軌道の、両備バスは西大寺鉄道と下津井電鉄のそれぞれ共同経営であった。
なお、戦後西大寺鉄道が両備バスを合併して逆に両備バスと改称。その前後には岡山バスが両備バスに合併し、岡山電気軌道が両備バスの傘下に入る事でグループ化が進み、2013年1月には井笠バスカンパニーを設立して井笠鉄道の路線を承継している。
- 岡山・東備地域 - 岡山バス（1954年7月両備バスに合併。）
- 岡山・倉敷地域 - 両備バス（現在の両備ホールディングス）
- 岡山・東備地域 - 宇野自動車
- 津山・勝英地域 - 中国鉄道（現在の中鉄バス）
- 真庭・新見・高梁地域 - 備北乗合（現在の備北バス）
- 井笠地域 - 井笠鉄道（2012年11月2日破産）

### 広島県
- 広島・芸北 - 広島電鉄
- 呉 - 呉市交通局（2012年4月1日廃止）
- 東広島・竹原 - 芸陽自動車（現在の芸陽バス。別途三原市交通局（2008年3月31日廃止）が存在）
- 尾道 - 尾道鉄道（1970年中国バスに合併。別途尾道市交通局（現在のおのみちバス）が存在）
- 福山 - ニコニコ自動車（現在の中国バス）
- 福山（鞆） - 鞆鉄道
- 備北 - 備北交通

### 山口県
3社2市に統合されたが、宇部鉄道・小野田鉄道は別途国有化され、宇部鉄道のバス部門は統合に参加せず1945年宇部市に買収された（現在の宇部市交通局）。このほか船木鉄道、防石鉄道が統合に加わらなかったが、船木鉄道はのちにサンデン交通の関係会社、防石鉄道は後に防長交通の関係会社となる。
- 岩柳・周南 - 周防自動車（1951年1月31日防長自動車に合併）
- 山口・防府・長北 - 防長自動車（現在の防長交通）
- 豊関・厚狭 - 山陽電気軌道（現在のサンデン交通）
- 山口市 - 山口市交通局（1999年11月廃止）
- 岩国市 - 岩国市交通局（2015年4月1日いわくにバスに移管）

### 徳島県
東西2社と徳島市に統合されたが、県内の鉄道は全て国有化されたためバスのみ対象となっている。
- 東部 - 徳島統合バス（現在の徳島バス）
- 徳島市 - 徳島市交通局
- 西部 - 西部乗合自動車（1952年徳島西部交通に改称。同年10月四国交通など4社を分離。2013年4月1日乗合バス事業全廃）

### 香川県
香川県は陸上交通事業調整法に従って電鉄3社が統合したが、琴平参宮電鉄と琴平急行電鉄の統合はならなかった。結局県下は琴電と琴参をそれぞれ軸として以下3地区に分かれて統合されたが、東讃の大川自動車は統合に加わらなかった。
- 東讃地方 - 高松琴平電気鉄道（バス事業は1986年4月1日コトデンバス（現在のことでんバス）に譲渡）
- 西讃地方 - 琴平参宮電鉄（バス事業は2009年4月1日琴参バス（大川自動車系列）に譲渡）
- 小豆島 - 小豆島自動車（1966年小豆島バスに改称。2010年4月1日小豆島オリーブバスに事業譲渡）

### 愛媛県
3社に分かれて統合された。
- 東予地方 - 瀬戸内運輸（今治市営バスなどを統合[8][9][10]）
- 中予地方 - 伊予鉄道
- 南予地方 - 宇和島自動車

### 高知県
地域による区分はせず、全県下が土佐交通（1948年土佐電気鉄道（旧・南海鍛圧機）に合併）と高知県交通の2社に分かれて統合された。この2社はその後も長らく併存していたが、2014年10月1日にとさでん交通に統合された。

### 福岡県
陸上交通事業調整法に基づき、九州電気軌道が鉄道各社を合併して西日本鉄道となったが、バス部門も統合を行った。この西鉄による統合とは別に、若松市（現・北九州市）は別途若松市交通局の手により統合され、筑後地方の八女地域でも別途堀川自動車（現在の堀川バス）が統合主体となって統合した。また、福岡地方糸島地域は佐賀県の昭和自動車が統合主体となり、逆に西鉄路線の一部が統合された。

### 佐賀県
- 佐賀市 - 佐賀市交通局
- 佐城地区・唐松地区・三神地区(神埼郡北部) - 昭和自動車
- 三神地区(三養基郡及び神埼郡南部) - 西日本鉄道
- 杵藤地区 - 祐徳自動車
- 伊西地区 - 西肥自動車

### 長崎県
- 長崎地域（現在の西海市を含む） - 長崎自動車
- 県北地域（現在の西海市を除く） - 西肥自動車
- 佐世保市 - 佐世保市交通局
- 県央地域・島原地域 - 長崎県交通局（別途島原鉄道が存在）
- 五島地域 - 五島自動車
- 壱岐地域 - 壱岐交運（現在の壱岐交通）
- 対馬地域（上対馬） - 北対馬自動車（1970年6月1日対馬交通に合併）
- 対馬地域（下対馬） - 対馬交通

### 熊本県
熊本県はバスのほかトラック業者も含めて九州産業交通に一元化する方針であったが、熊本市交通局（バス事業は2015年3月31日廃止）は公営のため、菊池電気軌道（現在の熊本電気鉄道）は統合を察知しバス事業を全面休止したため、熊延鉄道（現在の熊本バス）は鉄道事業の培養線を理由に断固拒絶し続けて断念させている。なお鹿本鉄道（のちの山鹿温泉鉄道）はバス路線だけ九州産業交通に吸収された。

### 大分県
3社に統合される予定であったが、亀の井バスの大分交通への合併手続きが遅延し、結局そのまま存置された。
- 中部（大分市以北）・東部・北部 - 大分交通
- 中部（大分市以南）・南部・豊肥 - 大分バス
- 西部 - 日田自動車（現在の日田バス）

### 宮崎県
宮崎県は当初南部・北部の2地区にて統合される予定であったが、結局いずれの地区も統合主体は宮崎交通となり、一元化が行われた。

### 鹿児島県
島部を含め8地区で統合が行われたが、その後岩崎産業の手によるグループ化が進み、南国交通以外はほぼいわさきグループとなった。
- 鹿児島市 - 鹿児島市交通局
- 桜島 - 西桜島村営バス（桜島町営バスを経て2004年11月1日鹿児島市交通局が継承）
- 北薩地域 - 南国交通
- 南薩地域 - 南薩鉄道（現在の鹿児島交通）
- 鹿児島地域・姶良・伊佐地域 - 林田乗合自動車（林田産業交通、いわさきバスネットワークを経て鹿児島交通）
- 大隅地域 - 三州自動車（鹿児島交通、いわさきコーポレーション、三州自動車を経て鹿児島交通）
- 種子島 - 種子島自動車商会（1952年10月種子島交通に合併。2001年4月いわさきコーポレーションに合併。2004年4月1日種子島・屋久島交通に分社。2009年4月1日種子島島内路線廃止）
- 屋久島 - 屋久島自動車（屋久島交通、いわさきコーポレーションを経て種子島・屋久島交通）

## 下位法令
- 陸運統制令施行規則（昭和15年公布、昭和16年改正）
- 陸運統制令中軌道事業ニ関スル部分ノ施行ニ関スル件
- 陸運統制令施行規則第十八條第三號ノ輸送用物資指定